# 藤子不二雄A
藤子 不二雄Ⓐ（ふじこ ふじお エー、1934年〈昭和9年〉3月10日 - 2022年〈令和4年〉4月6日）は、日本の漫画家。1988年に独立するまでは藤本弘（後の藤子・F・不二雄）とともに藤子不二雄として活動した。本名は安孫子 素雄（あびこ もとお）。『オバケのQ太郎』（合作）や『忍者ハットリくん』『怪物くん』『プロゴルファー猿』『笑ゥせぇるすまん』『まんが道』などの作品で知られる。エッセイスト、作詞家、タレント、俳優としても活動した。

## 来歴

### 父の死と運命の出会い
富山県氷見郡氷見町（現在の氷見市）にある仏教曹洞宗の古刹である光禅寺第49代住職安孫子耕玉の長男として生まれる。1940年に氷見市立今町小学校に入学。1944年に父が急逝し、親族を頼って高岡市に転居した。転入先の定塚国民学校（高岡市立高陵小学校の前身校）で藤本弘と知り合う。国民学校初等科時代から漫画を描いて遊んでいたが、中学生のときに手塚治虫の『新宝島』を読んで衝撃を受け、本気で漫画家になりたいと感じる。富山県立高岡中部高等学校（現 富山県立高岡高等学校）在学中、1950年に藤本と合作での漫画投稿作品制作を始め、1951年に『毎日小学生新聞』にて『天使の玉ちゃん』で漫画家デビュー。

### 新聞社勤務と漫画執筆
高校卒業後の1952年、伯父の鍋島弘蔵が専務を務める富山新聞社（現・北國新聞富山本社）に入り、学芸部と社会部で似顔絵やインタビュー記事を担当（一方で、藤本は製菓会社を数日で退社した）。
会社勤めをしつつ、夜や休日には藤本と漫画を描く日々を送り、11月に雑誌デビューを果たすと、翌1953年には雑誌連載も開始。かねてからの依頼で２人がかりでようやく描きあげた単行本『UTOPIA 最後の世界大戦』が夏に刊行される。

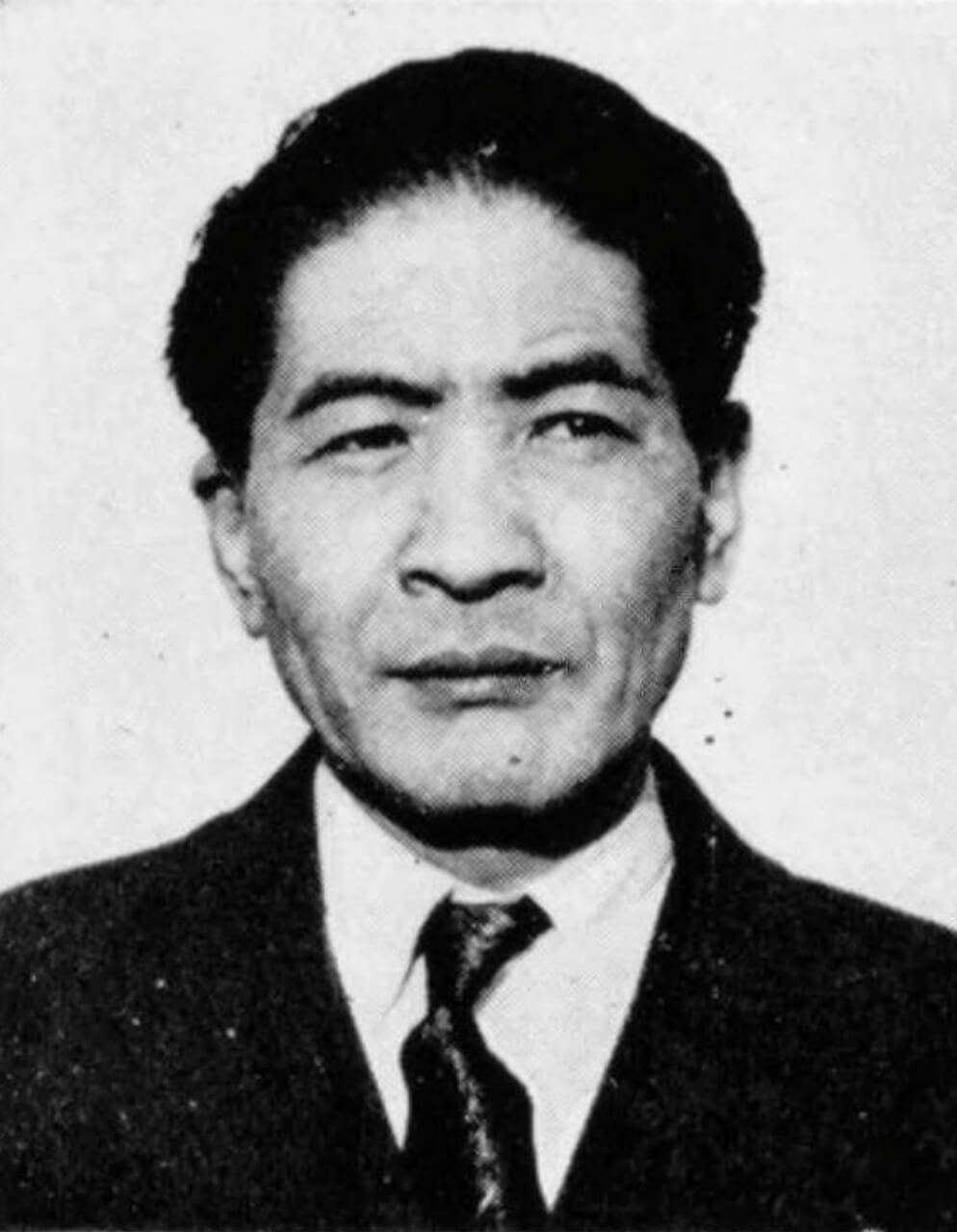
伯父の鍋島弘蔵（元富山新聞社長）

12月、藤本に上京を誘われるが、漫画の仕事一本で後がない藤本と違って、安定したサラリーマン生活を送りつつ漫画を描いていた安孫子は新聞社に未練があった。好意を抱いていた後輩社員がいたという理由もあった。母に反対されたら上京は無理だと思っていたが、母の答えは「好きにしなさい」という予想外のもの。安孫子は人生ではじめて大いに悩んだ挙句に夢の道に進むことを選び、新聞社を退社した。当時社長になっていた伯父には激怒されたという。

### トキワ荘で連載10本の人気漫画家に、オバQブームで社会現象に
1954年6月、藤本と共に漫画家となるために上京。連載を含む仕事を月に約10抱える人気作家になるものの、1955年正月に里帰りした際に、11本の仕事のうちの5本を落とすという失態をしてしまう。幸いにも干されることはなく、翌年には再び連載を獲得。その4年後には、連載10本の売れっ子漫画家となる。
その後、『オバケのQ太郎』（合作）はアニメ化とともに大ブームを起こし、社会的に名前の知られる漫画家となる。1966年に2歳下の和子夫人と結婚。『忍者ハットリくん』『怪物くん』もほぼ同じ時代に発表し何度もアニメ化や映画化が行われる大ヒット作となる。

### ダークな大人漫画と少年漫画。多彩な作品を最も生んだ1970年代
1968年からは大人漫画にも進出。『笑ゥせぇるすまん』の前身の『黒ィせぇるすまん』を生み出した。
その他、後にブラックユーモア短編と呼ばれる短編群の他、『毛沢東伝』『愛ぬすびと』『ミス・ドラキュラ』等の作品を多数発表した（安孫子の全時代を通じて最もダークな作品、実験的な作品群が数多く発表されたのはこの1970年代前後）。
1970年代には、少年漫画週刊誌に『まんが道』『魔太郎がくる!!』『ブラック商会変奇郎』『プロゴルファー猿』等を発表し人気を博した。
文才にも優れ、『二人で少年漫画ばかり描いてきた』などの文章の書籍も多数手がけている。
なお、安孫子と藤本の合作は1976年の『オバケのQ太郎』の読切がほぼ最後であり、これより後は藤子不二雄名義ではあっても、ほぼすべてどちらかの単独作品である（誤解されやすいが、1966年連載開始の『パーマン（旧）』や1971年連載開始の『（新）オバケのQ太郎』は合作。詳細は藤子不二雄#藤子不二雄の合作を参照）。

### 藤子不二雄ブームから独立へ
1980年代には藤子不二雄ブームが起き、安孫子は『怪物くん（新）』『（新）忍者ハットリくん』『ウルトラB』等の児童漫画も多数執筆。
1986年には倒れた妻を介護する身となる。相棒の藤本が癌手術を行ったこともあり、1987年に独立を発表。1988年から藤子不二雄Ⓐとして活動するようになる（コンビ時代の来歴の詳細は「藤子不二雄#来歴」を参照）。
独立後は映画『少年時代』をプロデュースするなど多彩な才能を見せ、数々の賞を受賞。
1989年にアニメ化された『笑ゥせぇるすまん』が大人気となり、新作の長期連載等、せぇるすまんシリーズ（1968 - 2004）の漫画執筆を行った。
その他、『ビリ犬（新）』（1988 - 1989）、『パラソルヘンべえ』（1989 - 1991）、『プリンスデモキン』（1991 - 1999）など、20世紀は児童漫画の執筆も一貫して行った。
1998年、黒澤明の映画を漫画化した単行本『用心棒』を刊行。藤子Ⓐならではの斬新な手法を駆使した迫力満点の画面構成は芸術作品として一つの到達点を迎えた。
2000年代以降もまんが道シリーズ『愛…しりそめし頃に…』等の連載を継続して執筆。
『怪物くん』は嵐の大野智主演で連続ドラマ化、3D実写映画化された。
『忍者ハットリくん』は2004年にSMAPの香取慎吾主演で映画化された他、インドでアニメが放送され人気が爆発。2012年には日本とインドの共同制作による新作アニメが放送された。

### 晩年
2014年、生誕80周年を記念して、藤子不二雄Ⓐデジタルセレクションが刊行された（2015までに215冊。事実上の全集）。
2015年、『ジャンプスクエア』の連載『PARマンの情熱的な日々』を12月号をもって休載することを発表。その後、新連載を打診するも旧知の編集者が定年退職しており、現役の編集者に知り合いがいなかった為、話が進まなかった。追悼放映された『クローズアップ現代』によるとトキワ荘をテーマにした作品で、番組内では下書き原稿も公開された。
2019年、富山市の高志の国文学館にて、特別展「藤子不二雄Ⓐ展 －Ⓐの変コレクション－」が開催された。
2022年4月7日8時40分頃、川崎市多摩区内の自宅の敷地で倒れているところを発見され、その場で神奈川県警察による調査により死亡が確認された。その後、命日は同年4月6日であることが発表された。88歳没。同年10月31日、東京都内で「お別れの会」が開かれた。

## 受賞歴
受賞、受章など。独立前（1987年以前）は藤子不二雄#受賞歴を参照。
- 1990年 - 第10回 藤本賞・特別賞（藤子不二雄Ⓐ（「少年時代」製作））
- 1990年 - 第11回山路ふみ子文化財団特別賞（プロデューサー・藤子不二雄Ⓐ[注 1]）
- 2005年 - 第34回日本漫画家協会賞 文部科学大臣賞[注 8]（全作品）
- 2008年 - 氷見市名誉市民（出生地の氷見市において、自作漫画キャラクターの提供など市の活性化への貢献により）[16]。
- 2008年 - 旭日小綬章（藤子不二雄Ⓐ）
- 2014年 - 第18回手塚治虫文化賞 特別賞（『まんが道』『愛…しりそめし頃に…』）
- 2017年 - 北日本新聞文化賞（藤子不二雄Ⓐ）[12]

## 人物

### 菜食主義
ベジタリアン（卵と乳製品は食べる卵乳菜食）であるが、思想上の理由ではなく、実家が寺院で幼少の頃は精進料理ばかり食べていたため、習慣上の問題として肉や魚を体が受け付けなくなっていることが原因だという。また、身体が受け付けないだけで毛嫌いしているわけではなく、肉・魚料理などのガイドブックやレシピを見ては「いいなぁ、おいしそうだなぁ」と思いながら眺めるのが楽しみの一つだと語っている。駆け出し時代にアシスタントに行った手塚治虫が出前に取ってくれた鰻重を一切れ食べたその直後（3秒足らず）に大量の鼻血を出したと回想している（本人曰く「まさに漫画のようだった」）。
一方で、トキワ荘近くの中華料理店「松葉」の東京ラーメン（スープは鶏ガラ系）が好物で、出汁やエキスは許容している。また2007年から15年まで『ジャンプSQ』で連載していた『PARマンの情熱的な日々』でもハンバーガーを食べている描写があり、また2014年10月号では、高知旅行の際に産まれてはじめて「カツオのたたき」を食し、それを非常に気に入ってしまったと言うエピソードが掲載されている。まんが道の続編にあたる『愛…しりそめし頃に…』では自身をモデルとした主人公「満賀道雄」は小料理屋で魚が食べられない代わりに貝料理を食べるなど、ある程度の動物食が可能な描写がされている。

### 社交的な「電熱器」
様々なパーティ・飲み会に顔を出し、バラエティのレギュラー番組を持つこともあったなど、非常に社交的で老若男女問わず友人が多いことで知られているが、その割には意外にもシャイな性格だという。
子供の頃は人前でよく赤面することから「電熱器」というあだ名があった。
相手を「君」「さん」などで呼ぶのが苦手で、二人称は名字に「氏」を付けて呼ぶことが多かった。初対面の手塚治虫から「氏」を付けて呼ばれたことと、「“君”付けで馴れ馴れし過ぎないか、“さん”づけだと距離が遠くないか…」などと気になってしまうのも理由の一つだという。
和代夫人のことも名前のみで呼ぶのは恥ずかしいと語っている。エッセイ漫画では和代夫人を「ワイフ」「和代氏」「ワイフの和代氏」と書くことがある。ただし、同じ学校の同級生である藤子・F・不二雄のことだけは生涯「君」付けで「藤本君」と呼んでいた。

### 「人生初の病気」手術と入院
食習慣のせいか、いわゆる「血液サラサラ」状態であり、夜遅くまで酒宴に付き合っても、翌日に酒が残ったことがないと語っている。また、生まれてから一度も病気になったことがなかったという。
しかし、2013年春、上行結腸癌（大腸癌）が発覚。「人生初の病気」にかかり、東京医科大学病院に入院、手術を受けた。故郷の村にて藤子・F・不二雄、赤塚不二夫、石ノ森章太郎、手塚治虫らに「こっちに来い」と言われる夢を見たと言う。
約1年後、再び腹部に強い痛みを覚え検査を受け腸閉塞と診断され入院。
2015年3月初旬、ゴルフのプレイ中に失神、東京医科大学病院へ救急搬送される。検査の結果心不全の診断を受け、入院。約3週間、点滴や投薬の治療を受け快復した。

### 趣味・嗜好

#### 映画
幼少時から漫画よりも先に映画好きであり、初期から後期まで多くの作品に大きな影響が見られる。映画評の連載・著書も多数。

藤本、鈴木伸一、つのだじろうらと8mmカメラで西部劇を撮影したこともある。この映画は撮影時間の都合上未完に終わるも、後にTVドラマ『ケンちゃんチャコちゃん』の劇中劇で、ガンマン役として藤本と共演して決着を付けた。

#### ゴルフ
大のゴルフ好きで、晩年も頻繁にプレイしていた。ゴルフ漫画も多数執筆した。

ゴルフへの愛情は『プロゴルファー猿』によく表れている。
作中に登場する必殺技的ゴルフ技術のほとんどは創作によるものだが、「旗包み」に関してはかつて『日刊ゲンダイ』のインタビューで「東京よみうりCCの11番ショートホール。風の強い日で、5Iで打った球が一瞬消えて、『どこへ行ったか』と思ったら次の瞬間、旗に絡まって落ちてカップイン。“これは使えるなぁ～”と思いましたね」と明かした。
「岩返し」も同様に狙いが外れて岩に当たってしまったボールが偶然跳ね返ってオンしたことをヒントにしているという。
だが、これらはやはり偶然に過ぎない。プロゴルファーの大御所青木功がテレビ番組の企画で旗包みに挑戦したものの成功はせず、狙って行うことはほぼ無理ということが判明している。

『笑ゥせぇるすまん』にもゴルフのエピソードが何話か登場している。

#### 日記・記録
幼少時から日々のことを書き留めており、トキワ荘入居時代の日記、妻・和代氏の闘病生活時代（藤子不二雄の独立時期とも重なる）の日記は単行本化もされた。また、晩年も日々の出来事やテレビ番組（『半沢直樹』など）について、イラストを交えたノートを記録し続けていた。日記は『まんが道』などの作品を作る上でも役立っている。

#### サングラス
20代からサングラスを愛用している。これは白い原稿用紙の反射光で目を痛めたからである。後に片目は白内障の手術を受けており、吉行淳之介に医者を紹介したこともあった。

#### 愛犬家
大の犬好きで、作中にもよく犬が出て来る。また、かつて飼っていた秋田犬の名を「Q太郎」と名づけたこともある。犬が主人公の連載漫画『タカモリが走る』も執筆した。

#### 極真名誉初段
1970年頃、つのだじろうに誘われて、極真会館へ半年ほど入門していたことがある。その後、大山倍達の提案により、名誉初段を授与されている。空手入門の様子を描いた漫画作品も複数ある。

#### 旅行
船、船旅を好み、「クイーンエリザベス2世号」の乗船経験もある。乗船の様子は短編漫画として描かれた。

#### 座右の銘
「明日にのばせることを今日するな」

### 逸話など
尊敬する漫画家
「尊敬する漫画家は?」と質問される場合、必ず「手塚先生と藤本君です」と答えている。特に元相棒の藤本弘（藤子・F・不二雄）に対する想いは誰よりも強いようで、ことあるごとに「藤本君は天才だ」「彼がいなければ僕は漫画家にはならなかったと思う」と力説している。
祝辞でのユーモア
『失踪日記』で数々の漫画賞を受賞した吾妻ひでおの受賞祝賀パーティでは、来賓挨拶で「藤子不二雄として沢山賞を貰ったが、あれは全部藤本（藤子・F・不二雄）の作品です。僕は貰ってません」とユーモアに富んだ祝辞を贈り、会場を沸かして健在ぶりを周囲に印象付けた（ちなみに安孫子単独でも多くの漫画賞を受賞している。#受賞歴参照）。
姉の陰からのサポート
『まんが道』等の自伝的作品ではほとんど登場しないが、トキワ荘時代の1955年12月頃に安孫子の姉である喜多枝が上京して同居し、食事の世話やベタ塗りやホワイトといった簡単な手伝いをするようになった。藤子スタジオ設立後は正式にマネージャーとなり、独立前の藤子不二雄（安孫子と藤本）のサポートを行っていた。
恋愛
石森章太郎の姉が恋をしていた相手は安孫子素雄だという逸話があるが、真偽は定かではない。トキワ荘時代に、石森章太郎と同居していた姉の小野寺由恵が石森に好きな人がいると告げたと、後に石森自身が明かしている。石森はその相手が誰かは明かしていないが、2009年にテレビ局のディレクターが自身のブログに「「それは我孫子素雄さんしか考えられない」という確証を、関係者から私は得た。」（原文ママ）と記したことでこの逸話が生まれた。しかし当人や弟の証言ではなく、あくまでも周囲の憶測による証言であり、取材の詳細も明らかにされないままにブログは削除されたため、信頼のおける情報とはみなせない状況である。安孫子も連載漫画『愛…しりそめし頃に…』において由恵について触れているが、『愛…しりそめし頃に…』は自伝要素を取り入れたフィクション作品で、事実との相違が多数指摘されている。

## 作風

### 作風の変遷
手掛けるジャンルが幅広いため、その作風をシンプルに語るのは難しい。下記は有名作と少年・児童漫画のみで作風の変遷を語った例で、あくまでも安孫子素雄（藤子不二雄Ⓐ）の一側面である。
- 1959年　『シルバー・クロス』等。初期から多彩なジャンルを描いているが、この頃はヒーローもの、アクションものが目立つ。
- 1964 - 1965年　『忍者ハットリくん』『フータくん』『怪物くん』等。元気な少年が活躍する作品が多い。
- 1968年　大人向け読切『黒イせぇるすまん』で新境地。
- 1969年　ブラックユーモア色の強い少年漫画『黒ベエ』『仮面太郎』『狂人軍』が登場。
- 1970年　『まんが道』シリーズ開始。
- 1970年代　青年誌を中心に、ブラックユーモア色の強い様々なジャンルの大人向け作品を発表。安孫子素雄（藤子不二雄Ⓐ）史上、一番自由奔放・過激・多作な時代[注 11]。
- 1972年　『魔太郎がくる!!』で怪奇路線に傾倒。
- 1975年　『オヤジ坊太郎』で爆発的ギャグが開花。『プロゴルファー猿』でゴルフ漫画を開拓。
- 1977年　『まんが道 立志編』開始。伝記的に物語を紡ぐ筆力が高く評価される。
- 1978年　『少年時代』開始。『まんが道』とあわせて少年週刊誌2誌にドラマ色の強い作品を同時連載する作家に。
- 1980年代　藤子不二雄ブームにより、児童雑誌に『怪物くん』『忍者ハットリくん』『ビリ犬』等を連載。少年週刊誌での掲載ではなくなったため毒の強い作風は控えめになった。
- 1990年代　アニメで人気となった『笑ゥせぇるすまん』（1990 - 1995）はややまろやかな作風に（連載誌が『中央公論』だったため）。『パラソルヘンべえ』（1989 - 1991）、『プリンスデモキン』（1991 - 1999）で世紀末まで児童漫画を描き続ける。
- 2000年代　『踊ルせぇるすまん』の不定期連載（2003 - 2007）で過激な作風が復活（連載誌が『漫画サンデー』だったため）。
- 2013年　『愛…しりそめし頃に…』の連載終了後はエッセイ作品を主に執筆。

### 作風と執筆スタイルに関する逸話
- 当初は児童漫画に取り組んでいたが、児童漫画の執筆が苦痛になり、青年誌から依頼された『黒イせぇるすまん』を機に大人向け作品も手掛けるようになる。その後は興味のおもむくままに、怪奇趣味的な漫画、麻雀やギャンブルを題材とした漫画、エッセイ漫画、そしてゴルフ漫画など執筆。その結果、作品のジャンルは幅広い物になった[23]。
  - 児童漫画を描かなくなったわけではなく、その時代（1970年代）も少年週刊誌に多数の連載を描き続け、1980年代は児童漫画誌に多数執筆。その後、1999年まで児童漫画を描き続けた。

- ネームを切らず、ジャズの即興音楽のようににそのまま話を描き上げる。
  - 当初はきちんとネーム（コマ割りまで行った漫画の設計図。その後下描き、ペン入れを経て完成させる）を作っていたが、『フータくん』の千円札投函をテーマにした回のオチを即興で作ってその意外性を気に入ったことから、原稿用紙に直接下描きをして描いていくスタイルに変更した。

- 過去に仕事を引き受けすぎ､作品の多く（２人合わせて11本中5本）を落としたことを恥じて、それ以降一度も原稿の締め切りを落としていない。

- 「ギニャー!」「ンマーイ!」「ギャース!」「ンマー!」……といった独特の叫び声（描き文字）が特徴的である。

## 作品
※「★」印が付いている作品は藤本弘との合作。合作を含む作品一覧は藤子不二雄#作品一覧を参照。

### 代表作
忍者ハットリくん
忍者の里、伊賀から忍術修行のため上京したハットリくんが、様々な騒動を巻き起こすギャグ漫画。居候先の三葉ケン一との友情やギャグも描く一方で、様々な忍術を読者に紹介する教養的要素も盛り込まれている。1964年から1968年まで『少年』にて第1期が連載され、1981年から1988年まで『月刊コロコロコミック』にて第2期（新）が連載された。藤本メイン作『パーマン』との共演作品もある。
4度アニメ映画化されたほか、2004年には香取慎吾主演で実写映画『NIN×NIN 忍者ハットリくん THE MOVIE』が公開された。
スピンオフ＆コラボ作品
- ワシ獅子丸!!（1984年）
- 忍者ハットリくん+パーマン

怪物くん
様々な怪物が棲む怪物ランドから人間界へやって来た不思議な少年、怪物くんとそのお供であるドラキュラ、オオカミ男、フランケンが巻き起こす騒動を描くモンスターギャグ漫画。友達となったヒロシ少年と共に、不思議な力を使って人間界で活躍する。1965年から1969年まで『少年画報』にて連載。また、1967年から1969年まで『週刊少年キング』でも連載された。
- 1968年 - 1969年 TBS系でアニメ化。白黒作品。
- 1980年 - 1982年 テレビ朝日系でアニメ化。カラー作品。
- 2010年 - 日本テレビ系で嵐の大野智主演で実写ドラマ化。

スピンオフ
- プリンスデモキン（1991年 - 1999年3月、99年4月以降は再録） - デーモン族の王子デモキンが主人公。

プロゴルファー猿
賭けゴルフを生業とする野生児、猿谷猿丸（さるたに さるまる、通称：サル）が様々なゴルファーとの対決を繰り広げた末にプロテストに合格するまでを描く少年漫画初のゴルフ漫画。現実離れした荒唐無稽なキャラクターや技、ゴルフコースが多く登場する。初期の段階ではゴルフ用語を説明しつつ、ゴルフの楽しさを読者に伝えようと意図していた。1974年から1980年まで『少年サンデー』（週刊、増刊）で連載された。また、1982年から1986年まで『コロコロコミック』（月刊、別冊）にて内容をより低年齢向けとした『新プロゴルファー猿』が連載された。1989年には『少年サンデー』に読切が掲載された。
- 1985年 - 1988年 テレビ朝日系でアニメ化。
- 1988年 新プロゴルファー猿がテレビ朝日系でアニメ化。

続編
- サル（1999年 - 2000年） - 10年ぶりの新作。アメリカが舞台。『ビッグコミック』に不定期連載された。

魔太郎がくる!!
典型的ないじめられっ子中学生、浦見魔太郎（うらみ またろう）が、いじめっ子や傍若無人な連中などから受けた激しい苛めに対してオカルティックで壮絶な復讐を行うホラー漫画。魔太郎は超魔術「うらみ念法」の使い手であり、全国のいじめられっ子のうっぷんを代弁し、それを豪快に晴らしていくカタルシスに満ちた作品。1972年から1975年まで『週刊少年チャンピオン』で連載された。
続編、スピンオフ
- 魔太郎が翔ぶ（1981年）
- 切人がきた!!（1994年 - 1996年）

笑ゥせぇるすまん
不気味な謎のセールスマン、喪黒福造（もぐろ ふくぞう）を主人公としたブラック・ユーモア漫画。喪黒福造は「ココロの隙間、お埋めします」と称して、毎日の生活に大なり小なり不平不満を抱える人々に、それらを解消する様々な物品やチャンスを与えていく。与えられた人々は暫くの間、幸福（またはそれに準ずるもの）を得るのだが、その甘い一時に欲望を惹起され、結果として不幸のどん底に転落してしまうという、人間のエゴを痛烈に諷刺した物語である。1969年から1971年まで『漫画サンデー』で『黒ィせぇるすまん』として連載されたが、後年TBS系列情報番組『ギミア・ぶれいく』の1コーナーとしてアニメ化された際に「笑ゥ〜」と改題された。1999年、テレビ朝日系列でテレビドラマ化された際には安孫子自ら演出をつとめた。また2017年には『笑ゥせぇるすまんNEW』のタイトルで再アニメ化され、TOKYO MX他の深夜アニメ枠「あにめのめ」で放送された。
続編、スピンオフ
- 帰ッテキタせぇるすまん（1996年 - 2000年）
- 踊ルせぇるすまん（2001年、2003年 - 2007年）
- 喪黒福次郎の仕事（1997年 - 1998年） - 喪黒福造の弟が主人公として登場し、兄とは正反対に困った人の手助けをしている。
- わが名はモグロ…喪黒福造（2003年）

まんが道
藤子不二雄の自伝的漫画。漫画家を目指す2人の少年、満賀道雄（まが みちお、安孫子＝藤子Ⓐ自身がモデル）と才野茂（さいの しげる、藤本＝藤子・Fがモデル）の成長を描いた長編青春漫画である。1970年から1972年まで『週刊少年チャンピオン』で担当した漫画の描き方講座「チャンピオンマンガ科」の後半2ページ、1977年から1982年まで『週刊少年キング』、1986年から1988年まで『藤子不二雄ランド』にて連載された。続編の『愛…しりそめし頃に… 満賀道雄の青春』が『ビッグコミックオリジナル増刊』で1995年から2013年まで連載され完結し、通算して43年の歴史に幕を下ろした。NHKで2度に渡りドラマ化された。
続編
- 愛…しりそめし頃に… 満賀道雄の青春（1989年、1990年、1995年 - 2013年）

オバケのQ太郎（合作）★
ごく普通の家庭に住み着いたオバケのQ太郎が引き起こす騒動を面白おかしく描いた生活ギャグ漫画。オバQブームと呼ばれる社会現象を巻き起こした。1964年から1966年まで『週刊少年サンデー』などで連載された。1971年から1974年に連載された『（新）オバケのQ太郎』は、藤本の主導で製作され、安孫子は正太、伸一などの作画のみを担当している。安孫子と藤本の最後の合作は1976年の『（新）オバケのQ太郎』の読切。1964年の『オバQ』を最後の合作と記している書物もあるが誤り（詳細は藤子不二雄#最後の合作を参照）。3度にわたってアニメ化された（1965 - 1967年、1971 - 1972年、1985 - 1987年）。
続編、スピンオフ
- オバケのP子日記（1966年、合作）★

少年時代
作家柏原兵三の小説『長い道』を漫画化した作品。戦時中に東京から縁故疎開してきた進一が疎開先の少年達と過ごす感動物語。1978年から1979年まで『週刊少年マガジン』で連載された。1990年には自らのプロデュースで東宝系で映画化された。井上陽水の代表曲『少年時代』はこの映画の主題歌であり、安孫子自ら親交のある井上に作曲を依頼した。
ブラック・ユーモア短編
1968年の読切『黒イせぇるすまん』（初出時はこの表記）に始まる、ブラックユーモアを基調とした短編作品群。後に『魔太郎がくる!!』や『シャドウ商会変奇郎』、『笑ゥせぇるすまん』などの連載作品に昇華する。

### その他
※以下は全ての作品を列挙したものではない。

#### ギャグ
- どんぐりくん（1954年 - 1955年、清水春雄の代筆）
- フータくん（フータくんNOW!）（1964年 - 1967年、1982年 - 1983年）
- わかとの（サンスケ）（1964年 - 1965年、合作）★
- 怪人わかとの（1968年）
- 狂人軍（1969年 - 1970年）
- 仮面太郎（1969年 - 1970年）
- ビリ犬（1969年、1989年）
- マボロシ変太夫（1971年 - 1972年）
- かっぱのカッポ（1972年 - 1974年）
- 旦ベエ（1974年）
- オカルト勘平  (1974年）
- オヤジ坊太郎（1975年‐1976年）
- ウルトラB（1984年 - 1989年）
- パラソルヘンべえ（1989年 - 1991年）

大人向けギャグ
- 無名くん（1971年 - 1976年）
- 添乗さん（1973年 - 1974年）
- さすらいくん（1973年 - 1981年）
- 戯れ男（1973年）
- 戯れ師（1974年）
- ゲゲゲのゲー(1975年)
- オレ係長補佐（1975年）
- ミス・ドラキュラ（1975年 - 1980年）

#### ブラック
- 黒ベエ（1969年 - 1970年）
- 夢魔子（1970年）

大人向けブラック
- 憂夢（1991年 - 1995年）

#### ヒーロー
- わが名はXくん（1958年 - 1962年）
- シルバー・クロス（1960年 - 1963年）
- シスコン王子（1963年 - 1964年）
- スリーZメン（1964年 - 1965年）

#### ダークヒーロー
- ブラック商会変奇郎（一部の出版物では「シャドウ商会変奇郎」に改題）（1976年 - 1977年）

大人向けダークヒーロー
- 喝揚丸ユスリ商会（1973年）
- 番外社員（1973年）

#### アクション
- ビッグ・1（1962年） - 海洋アクション。
- 潜水艦シュルケン号の暴動（1962年） - 海洋アクション。
- くまんばち作戦（1962年） - 航空アクション。
- きえる快速車（1963年、合作、原作：久米みのる）★ - カーアクション。

#### SF
- ロケットくん（1956年 - 1957年）
- 銀河船長（1961年 - 1962年）
- 夢トンネル（1983年 - 1984年）

#### 探偵
- どんぐり名探偵（1958年 - 1959年）
- 怪人二十面相（1959年 - 1960年、原作：江戸川乱歩）

#### 人間ドラマ
- 愛ぬすびと（1973年）
- 愛たずねびと（1974年）

#### 忍者・時代劇
- 忍法十番勝負・二番勝負（1964年）
- 用心棒（黒澤明映画の漫画化）（1998年）

#### 西部劇
- コルト45（1960年 - 1961年）

#### ゴルフ
- ホアー!! 小池さん（1998年 - 2001年）

#### 動物
- タカモリが走る（1988年 - 1991年）

#### ドキュメント・伝記
- 劇画 毛沢東伝（1971年）
- プロジェクトPOS-ある事業部の挑戦（1988年）

#### コミックエッセイ
- パーマンの日々（1978年 - 1980年）
- 藤子不二雄AのパーマンGOLF LAND（1989年 - 1991年）
- PARMANの日々（1991年 - 1992年）
- PARマンの情熱的な日々（2007年 - 2015年）※2015年12月号をもって休載[10]

#### 映画評+イラスト
- パーマンの指定席（1982年 - 1997年） 漫画イラストとともに語る映画評。
- パーマンのわくわく指定席（1997年） 連載『パーマンの指定席』を加筆・修正・再構成した単行本。カバーはエイハブ船長に扮するとある人物。安孫子の絵に手塚治虫が絵を加えた貴重な合作スケッチも。

#### 日記（エッセイ）+イラスト
- トキワ荘青春日記
- たのむよ和代氏、もう一度しゃべって（1997年） - 1985年の大晦日に妻の和代氏が倒れたことからはじまる奮闘記。藤子不二雄が2人それぞれで独立する直前の日記も掲載。
- 妻たおれ 夫オロオロ日記（2000年） - 『たのむよ和代氏、もう一度しゃべって』の文庫版。新録のあとがきにて2000年の元旦に起きた大事件が語られている。
- 恐妻カズヨ氏元気弁当（仮）（2019年発売予定）[26] - 50年間描き続けた愛妻弁当のイラストでたどる語り下ろしエッセイ。単行本。

その他、藤子不二雄#藤子不二雄の合作等も参照。

### 全集など
- 藤子不二雄Ⓐデジタルセレクション（小学館） - 事実上の全集。電子書籍。藤本との合作も収録。215巻。
- 藤子不二雄Ⓐランド（ブッキング）
- 藤子不二雄ⒶメモリアルBOX（小学館、ISBN 978-4-0917-9437-6） - ベスト＆未収録コレクション。各作品の雑誌掲載時のカラーページを完全再現。

その他、藤子不二雄#全集なども参照。

### 入手困難作品
2023年現在入手困難な作品、または未単行本化作品。
藤子不二雄時代の入手困難作品は 藤子不二雄#入手困難作品 を参照。
単行本未収録回がある作品
- 『ホアー!! 小池さん』
- 『せぇるすまん』

他多数。

## イラスト提供
作者によるイラスト提供。

### イメージキャラクター
- ウォー太郎 - 富山県黒部市のゆるキャラ
- 氷見のサカナ紳士録 - 氷見市比美町商店街のゆるキャラ
- 立山くん - 富山県警察のシンボルマスコット
- ハニーくんとニハちゃん - 富山県こどもみらい館のシンボルマスコット
- ひみぼうずくん - 氷見フィッシャーマンズワーフ海鮮館のシンボルマスコットとして作成され、施設の閉鎖後に市の公式マスコットとなった
- みどりちゃん - 愛知県西尾市のゆるキャラ
- U馬くん - 北海道日高振興局ホースシューズ普及啓発実行委員会のシンボルマスコット

### 表紙イラスト・挿絵
- 復刊ドットコム奮戦記-マニアの熱意がつくる新しいネットビジネス（左田野渉著）- 表紙イラスト
- マンガホニャララ（ブルボン小林著）- 表紙イラスト
- 株のケータイ電話トレードで週10万円儲ける！（実業之日本社編）- 表紙イラスト
- 白く染まれ―ホワイトという場所と人々（宮崎三枝子著）- 中表紙イラスト
- ゴルフこれで開眼!―ラクして「飛ばす」「寄せる」「入れる」（三好徹著）- 表紙イラスト・挿絵
- 熱血ポンちゃんから騒ぎ（山田詠美著）- 表紙イラスト
- 長嶋有漫画化計画（長嶋有）- 表紙イラスト

### ジャケットイラスト
- ハロー・サッチモ!～ミレニアム・ベスト - ルイ・アームストロングの生誕100年を記念したベスト盤CD
- ハロー・サッチモ、アゲイン! - 上記CDアルバムの第2弾
- 兄弟喧嘩 - 中川家のライブDVD

### その他
- 重版出来! - TBSテレビ系列のドラマ。作中に登場する漫画家・牛露田獏の漫画『タイムマシンにお願い』の作画を担当。

## 関連書籍等
- 平成日本のよふけ２（2001年） - 鶴瓶、香取慎吾とのトーク番組の書き起こし。生い立ち、藤子不二雄の話から妻の失語症の話まで。

## スターシステム
手塚治虫と同様に、自身の描いたキャラクターを俳優として扱い、様々な作品に様々な役柄（またはまったく同じ役柄）で登場させるスターシステムを用いることがある。

### 主なキャラ
小池さん
ラーメンが大好きで、いつもラーメンを食べている中年男性。モデルは友人の鈴木伸一。藤本（藤子・F）も使用するキャラクターだが、安孫子（藤子Ⓐ）作品ではメインキャラクターとして使用される事が多い。

- 主な登場作品 - オバケのQ太郎、忍者ハットリくん、ウルトラB、笑ゥせぇるすまん他

佐木（ザキ）
狐のような容姿の下級サラリーマン（『忍者ハットリくん』『パラソルヘンべえ』等上役を演じる事も少なくない）。麻雀、酒、女に目がなく、妻がいるのにもかかわらず浮気をする（但し大抵は失敗する）。下の名前は「キザオ」と「一郎」の二つある。安孫子のお気に入りキャラクターであり、殆どの作品に登場している。名前無しでの登場も含めれは登場作品は莫大な数となる。作品によって顔が若干異なる場合もある（眼鏡を掛ける、掛けない等）。
- 主な登場作品 - 無名くん、ミスドラキュラ、オヤジ坊太郎 他

おっちゃん（シノビノ博士）
眼鏡を掛け、桃の形の鼻をした中年男性。三枚目の子供らしい役を演じさせられる事が多い。1980年代になると『忍者ハットリくん』以外では急激に出番が減った。
- 主な登場作品 - フータくん、忍者ハットリくん、怪物くん 他

スズキミチオ（今仁見手郎）
眼鏡を掛けて眠たそうな目をしている気弱な少年。しかし裏の顔は苛められたら数倍にして返すという恐ろしい人物である。『黒ベエ』以前の作品では時にオーバーリアクションをする役もあったが、『黒ベエ』以降は『プリンスデモキン』『笑ゥせぇるすまん』等根暗なキャラクターとして登場する事もある。
- 登場作品 - 黒ベエ、笑ゥせぇるすまん、フータくん 他

山川キヨシ
有名な少年点描画家。山下清のパロディ。サインとしてプテラノドンが描かれているものには数百万円の価値がある。作品によっては日本語がよく喋れない場合もあり、「点！点！点！」と叫んで絵を仕上げる。
- 登場作品 - フータくんNOW!、チャンピオンマンガ科、パラソルヘンべえ

サンスケの親父
サンスケの親父で風呂屋の番台を務める。サンスケのイタズラには困っている。尚、旅館の社長、会社の上役など上の仕事をする事が多い。
- 登場作品 - サンスケ、忍者ハットリくん、フータくんNOW!

「アー」のペンギン
ペンギンなのにもかかわらず「アー」というカラスのような鳴き声をする。主に実況、場面転換に現れる。
- 登場作品 - オヤジ坊太郎、忍者ハットリくん、狂人軍 他

吉田
鼻の下の髭と狐のような目、丸みを帯びた頬が特徴であり、主にエキストラとしての出番が多い。男らしい顔立ちの半面「アレ〜!!」という叫び声をあげるなど女々しい一面がある。『ウルトラB』では美術の先生も演じていた。
モデルはヨシダ忠であり、『怪物くん』のフランケンのモデルとなったが、力はあるほうではない。
- 登場作品 - 怪物くん、黒ベエ、フータくん 他

## アニメ

### 2012年以降の新作アニメ
- NINJAハットリくんリターンズ（2012 - ）
- 笑ゥせぇるすまんNEW（2017）

## 実写ドラマ・映画

### テレビドラマ
- まんが道 - NHK「銀河テレビ小説」1986年（昭和61年）・1987年（昭和62年）。演：竹本孝之 役名：満賀道雄。（藤子不二雄Ⓐ本人も青春篇に酔客として出演）
- シャドウ商会変奇郎 - 演：森田剛
- 笑ゥせぇるすまん - 演：伊東四朗
- 愛ぬすびと
- 恐喝有限会社 - TBS「ギミア・ぶれいく」内のコーナードラマ

### テレビドラマ＆映画
- 怪物くん - 演：大野智

### 映画
- 少年時代
- 忍者ハットリくん - 演：香取慎吾

## パチンコ
藤子Ⓐは自らの作品がパチンコ・パチスロ機の題材とされることに対し寛容で、これまでに以下の作品がパチンコ・パチスロ化されている（2018年現在）。藤子・F・不二雄作品がこれまで一度もパチンコ・パチスロ化されたことがないのとは対照的である。（以下パチンコは「P」、パチスロは「S」表記）
- 『忍者ハットリくん』（P・S：大一商会）
- 『怪物くん』（P：大一商会・奥村遊機）
- 『プロゴルファー猿』（P：大一商会・タイヨーエレック、S：スパイキー）
- 『笑ゥせぇるすまん』（P：奥村遊機、S：三洋物産）

## 出演
藤子不二雄Ⓐ、安孫子素雄本人によるメディア出演。
藤子不二雄時代の2人での出演は 藤子不二雄#出演 を参照。
テレビドラマ
- まんが道 青春編 - NHK「銀河テレビ小説」1987年（昭和62年）。第14回 役名：酔客。
- もう帰って来たよ!! 怪物くん全て新作SP - 日本テレビ、2010年6月26日。役名：名探偵A（エース）。

テレビ・その他
- ギミア・ぶれいく - TBS、1989年 - 1992年。

映画
- 未来の想い出 Last Christmas - 森田芳光監督、1992年（平成4年）。役名：パーティーの客。藤子・F作品の映画にトキワ荘の仲間たちとカメオ出演。

## 登場作品
安孫子素雄が登場する作品。藤子不二雄時代の2人での登場は 藤子不二雄#出演 を参照。

## 関連スポット

### 氷見市潮風ギャラリー
氷見市内にある藤子不二雄Ⓐのマンガミュージアム。

### 藤子不二雄Ⓐまんがワールド
安孫子の生家である光禅寺の最寄りに当たる氷見市比美町商店街は1992年（平成4年）の「忍者ハットリくんカラクリ時計」設置を機に「忍者ハットリくんや仲間たちに出会える街」をモットーとして町おこしを行っている。藤子Ⓐ作品のキャラクターのモニュメントやアートが多数存在する「まんがロード」が整備され、商店街内にある「氷見市潮風ギャラリー」では、藤子不二雄Ⓐアートコレクションとして数多くの作品や原画などを展示紹介を行い観光客を集めている。光禅寺入口にはキャラクターの石像4体があり、JR氷見駅から北の橋（藤子Ⓐキャラクターブリッジ）までの一帯が「氷見市藤子不二雄Ⓐまんがワールド」の名称で観光地区として整備されている。